# Szentmihályi Szabó Péter

Portréja az 1988-as Szép versek antológiában (Kecskeméti Kálmán felvétele)

Szentmihályi Szabó Péter (Budapest, 1945. január 8. – Budapest, 2014. október 20.) József Attila-díjas magyar író, költő, műfordító, közíró.

## Életpályája
A gimnáziumot Pannonhalmán kezdte. 1961-ben – egy 1956-os megemlékezés miatt – az ország összes középiskolájából kizárták, 1963-ban amnesztia után a dolgozók gimnáziumában érettségizhetett.
1969-ben diplomázott az ELTE Bölcsészettudományi Karán, magyar-angol szakon, ahová egy Radnóti Miklósról írt dolgozata alapján vették fel. Egyetemi évei alatt és közvetlenül ezután dolgozott fordítóként, sofőrként, szabadúszó íróként, díszműkovács-inasként, adminisztrátorként, később a Gondolat Könyvkiadó (1971–1975), illetve a Szépirodalmi Könyvkiadó szerkesztőjeként (1979-től) is. 1985-től a Galaktika Magazin szerkesztője volt.
1969–1971 között tanított a Könyves Kálmán Gimnáziumban, majd az Eötvös Loránd Tudományegyetemen (1975–1979 között tanársegéd), és különböző újságíró-iskolákban. A Pázmány Péter Katolikus Egyetemen 1995–2001 között angol irodalomtörténetet oktatott.
Mintegy ötven könyve jelent meg, versek, novellák, történelmi és társadalmi regények, tudományos-fantasztikus művek és tanulmányok. Tudományos-fantasztikus műveket 1973-ban kezdett írni. Számos rádió- és tévéjátékát, színdarabját adták elő, sokat fordított angol és orosz nyelvű irodalmat.
Az Antall–Boross-kormány idején a Külügyminisztérium sajtófőnöke volt, és a Hungarian Observer főszerkesztője. A Szépirodalmi Könyvkiadó ügyvezető igazgatója, a Keresztény Európa Párt elnöke volt.
Hosszú éveken át volt a Magyar Demokrata és a Magyar Fórum publicistája. A Nemzetőr hetilapban Isten malmai, a Karpatia folyóiratban Ha én fiatal volnék címmel jelentek meg közéleti írásai. A Magyar Hírlapban Sarkosan fogalmazva című napi rovata volt. Rendszeresen jelentek meg tárcaszerű írásai a Keresztény Élet című lapban is, valamint feltűnt az Echo TV műsorvezetőjeként.
2014 júliusában a magyar kormánytól római nagyköveti megbízást kapott. Ez a magyar közvélemény ellenzéki részében éles negatív visszhangot váltott ki, tekintettel markáns antiszemita, illetve korábbi kommunista írói megnyilvánulásaira. 2014. július 25-én Szentmihályi Szabó Péter tájékoztatta a Külgazdasági és Külügyminisztérium vezetőségét arról, hogy semmiféle nagyköveti megbízást nem kíván betölteni. 2014. július 26-án interjút adott a Corriere della Sera című olasz napilapnak, melyben hangsúlyozta, az őt ért támadások alaptalanok, előítéletekre és hamis felvetésekre épülnek.
Hosszan tartó, súlyos betegség után hunyt el. Hamvait 2014. november 14-én Budapest V. kerületében, a Szervita téri Szent Anna-templomban, gyászmise keretében helyezték örök nyugalomra.

## Családja
1966-ban nősült (felesége Kundl Edit), 1969-ben lánya (Edit), 1979-ben fia (Péter) született. 1999-ben megözvegyült, 2002-ben újra nősült (felesége Veszely Ilona).

## Művei
- A Robinson írója. Daniel Defoe élete; Móra, Bp., 1971 (Nagy emberek élete)
- Ének a civilizált emberről (vers, 1972)
- Nyers fohász a kommunizmushoz (vers, 1970-es évek) – online elérhetőség Archiválva 2014. július 24-i dátummal a Wayback Machine-ben
- Lebírhatatlan (vers, 1975)
- Az ész álma (vers, aforizmák, 1977)
- A sebezhetetlen. Tudományos fantasztikus elbeszélések; életrajz, tan. Kuczka Péter írta; Kozmosz Könyvek, Bp., 1978 (Kozmosz fantasztikus könyvek)
- W. B. Yeats világa; Európa, Bp., 1978 (Írók világa)
- A Nagy Számítógép (versek, 1980)
- Mókusbál (gyermekvers, 1980)
- Avarok gyűrűje. Történelmi regény a honfoglalás korából; Szépirodalmi, Bp., 1980
- Apát keresek (regény, 1980)
- Lao-ce – Szentmihályi Szabó Péter: Lao Cse intelmei (1980) – online elérhetőség
- Gellért (történelmi regény, 1982)
- A látó és a vak. Történelmi regény II. Béla korából; Szépirodalmi, Bp., 1983
- A tökéletes változat (tudományos-fantasztikus regény, 1983)
- Megmondtam előre (vers, 1984)
- A Fekete Pompász; ill. Varga László; Móra, Bp., 1985 (Óvodások könyvespolca)
- Aranykereszt, acélkard. Történelmi regények; Szépirodalmi, Bp., 1985 (három történelmi regény)
- Édua és Kun László (történelmi regény, 1986)
- Minden eladó (versek, 1987)
- 101 mini sci-fi (fantasztikus elbeszélések, 1988)
- Haláltánc (történelmi regény, 1988)
- 101 rettenetes történet (minihorror-gyűjtemény, 1989)
- A falak düledeznek. Válogatott politikai versek, 1969–1989; Eötvös, Bp., 1989
- Űrkrimi. Fantasztikus novella-füzér Milton Mayhemről, a világegyetem legjobb rendőréről és legtehetségesebb bűnözőjéről / Látogató a végtelenből. Tudományos-fantasztikus regény; Origo-press, Bp., 1989
- Anti-regény. Vigyázz magadra, te ütődött!; Maecenas, Bp., 1989
- Ugye? (vers, 1989)
- Tíz kicsi mackó; ill. Vágréti Éva; Glória, Bp., 1991
- Térdre, magyar! Versek; Windsor, Bp., 1996
- Világok virága. Házi olvasmány feladatlappal (mese, 1993)
- Politikai ábécé (1996)
- Nostradamus Hungaricus avagy Nostradamus jóslatai Magyarországról (vers, 1996) – oonline elérhetőség
- A gyöngék ereje. Jegyzetlapok; Szt. István Társulat, Bp., 1997
- Magyar út, magyar igazság, magyar élet. A MIÉP kiskátéja; összeáll. Szentmihályi Szabó Péter; MIÉP, Bp., 1999
- Egy menekült pandzs viszontagságai Budapesten; Magyar Út Alapítvány, Bp., 1999 (Magyar Fórum könyvek)
- Az állatok lázadása (1999)
- Nostradamus Hungaricus – a magyar Nostradamus; ill. Somogyi Győző; Mundus, Bp., 2000 (Mundus – új irodalom)
- A Sátán ügynökei (Magyar Fórum 2000. december 14.) – online elérhetőség
- A csodák napja; Mágus, Bp., 2000 (Péter bácsi meséi)
- Az erősek gyöngesége (esszék, 2003)
- Kizökkent idő (cikkek, 2004)
- Isten malmai (publicisztika, 2005)
- Felőlünk az idő szól majd. Válogatott versek és írások, kiadatlan kéziratok; N. J. Pro Homine, Budapest–Újpest, 2005 ("Könyves" galaxis)
- Száz kicsi lépés (vers, 2006)
- Fenékig teljfel (vers, 2006)
- Ha én fiatal volnék... (cikkgyűjtemény, 2007)
- Kapisztrán és Hunyadi (történelmi regény, 2007)
- Lázadók. Történelmi regény; Szépirodalmi, Bp., 2008
- Polgári politikai lexikon; összeáll. Szentmihályi Szabó Péter; Kairosz, Bp., 2008
- Így nem mehet tovább! Beszélgetőkönyv. Széles Gáborral beszélget Szentmihályi Szabó Péter; Kairosz, Bp., 2009
- 66 új mini sci-fi; Agroinform, Bp., 2010
- Isten versei; Kairosz, Bp., 2011
- Magyar feltámadás. Betiltva! Szentmihályi Szabó Péter Ha én fiatal volnék című sorozata alapján; Kárpátia Műhely, Bp., 2011
- A világgép urai. Tudományos-fantasztikus regény; Agroinform, Bp., 2012
- 101 rettenetes történet. Minihorror-gyűjtemény; Agroinform, Bp., 2013
- Legjobb sarkosan fogalmazni. Politikai napló, 2008–2012; Agroinform, Bp., 2013
- Lelkiismeret. Keresztény lelki kalauz; Agroinform, Bp., 2014
- Megmondtam előre. Összegyűjtött versek; Zrínyi, Bp., 2014
- Tomori. Dráma öt felvonásban; Szent István Társulat, Bp., 2014
- God's poems (Isten versei); angolra ford. a szerző; Agroinform, Bp., 2015
- Szentmihályi Szabó Péter–Pajor András: Özséb; Szt. István Társulat, Bp., 2016

## Műfordításai
- Arthur C. Clarke: Holdrengés, tud. fant. regény, 1973, 1993
- Wole Soyinka: A fékevesztettség évada, regény, 1980
- Aldous Huxley: Szép új világ, tud. fant. regény, 1982
- William Kotzwinkle(wd): E.T. A földönkívüli kalandjai a Földön, tud. fant. regény, 1983
- Robert C. Craig: Gyilkosságrekord, regény, 1991
- Clive Barker: Pokolkeltő, regény, Szeged, 1997
- II. János Pál pápa: Minden napra egy gondolat. Napi meditációk a nagy pápa imádságaiból és írásaiból Jerome Vereb atya szerkesztésében; ford. Szentmihályi Szabó Péter; JLX, Bp., 2010
- II. János Pál: Minden napra egy ima. Imádságok az év 365 napjára; ford. Szentmihályi Szabó Péter; JLX, Bp., 2012

## Elismerések
- Móricz Zsigmond-ösztöndíj (1978)
- József Attila-díj (1983)
- Petőfi Sándor Sajtószabadság-díj (1995)
- Kölcsey-díj (1997)
- A Magyar Érdemrend tisztikeresztje (2013)
- Illés Endre-díj
- World SF díj
- A Nemzeti Társas Kör Hűség-díja.